# São Pedro da Quilemba
São Pedro da Quilemba é uma vila e comuna angolana que se localiza na província de Cuanza Norte, pertencente ao município de Cambambe.